# Ислям в Европа
Ислямът стъпва в Европа през VII век н.е. с Умаядското завоюване на Испания през 711 г.

## История
Умаядите достигат Франкското кралство, но са отблъснати от франките при битката при Тур през 732 г. С течение на времето биват постепенно изтласквани на юг и през 1492 г. Гранадският емират на маврите се признава за победен от Фердинанд V и Изабела. Мюсюлманските поданици са прогонени и няма никой останал в Испания към 1614 г.
По същото време, когато е отблъскван в западните предели на Европа, в източните части ислямът си проправя път и засилва стремглаво присъствието си и влиянието си, най-вече чрез възхода на османотурската държава. През 1453 г., 39 години преди да бъде победен Гранадският емират, Константинопол пада под властта на османските турци.

## По страни
- Ислям в България
- Ислям в Швеция